# Corrente (aeronautica)

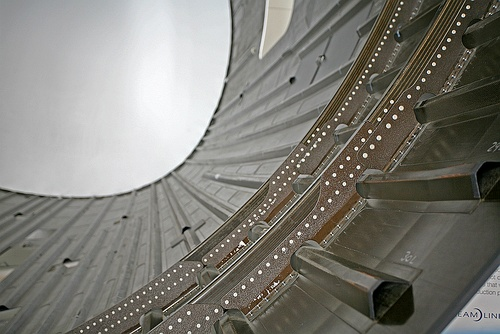
Serie di correntini applicati su una sezione di fusoliera in composito di un Boeing 787. Nella foto si distinguono anche (in primo piano) due ordinate.

Nelle costruzioni aeronautiche il corrente (o correntino, in inglese, stringer ) è un irrigidimento longitudinale che contribuisce a rinforzare il rivestimento lavorante nelle strutture a guscio quali ali e fusoliere.
Nella maggior parte dei moderni aerei da trasporto, i correntini sono costituiti da profilati metallici in leghe aeronautiche che sono rivettati al rivestimento lavorante. Nel Boeing 787, invece, il rivestimento esterno (skin) ed i correntini (entrambi in materiale composito) sono saldati assieme durante la fase di polimerizzazione ad alta temperatura in autoclave.

## Tecnica

Sezione di ala con le principali componenti strutturali

In una struttura di fusoliera tipo semi-monoscocca, il correntino è l'elemento strutturale dedicato ad assorbire gli sforzi indotti dalle flessioni così come le ordinate (trasversali) hanno la funzione di mantenere la forma del rivestimento esterno e possono essere o meno solidali ai correnti. Il rivestimento esterno, invece, assorbe le sollecitazioni dovute alla pressurizzazione e alla torsione.
Nelle ali, i correntini trasferiscono i carichi di flessione agli elementi trasversali chiamati centine che, a loro volta, li distribuiscono sui longheroni principali mentre il rivestimento lavorante sopporta le sollecitazioni torsionali. I correntini si differenziano dai longheroni (anch'essi deputati a sopportare i carichi di flessione) per il loro maggior numero e minori sezioni a parità di carichi.